# Coenosia frisoni
Coenosia frisoni este o specie de muște din genul Coenosia, familia Muscidae, descrisă de Malloch în anul 1920. Conform Catalogue of Life specia Coenosia frisoni nu are subspecii cunoscute.